# 马萨诸塞湾交通局公交列表

马萨诸塞湾交通局管辖下的公交服务地理地图

马萨诸塞湾交通局部门为麻薩諸塞州大波士顿都会区提供公交服务。所有的公交线路均与地铁、通勤铁路或者其他公交线路相连。很多现有的公交线路是曾经波士顿高架铁路公司或其他地区私营有轨电车线路的替代品。

## 银线
波士顿快捷公交银线是波士顿市内的一条巴士快速交通系统，通常被分为两大支线：海滨服务（SL1线、SL2线、SL3线和高峰期摆渡车）行驶在南波士顿捷运隧道，华盛顿街服务（SL4线和SL5线）行驶在波士顿华盛顿街地面。海滨服务车票票价与地铁相同，华盛顿服务车票票价与公交车票价相同。

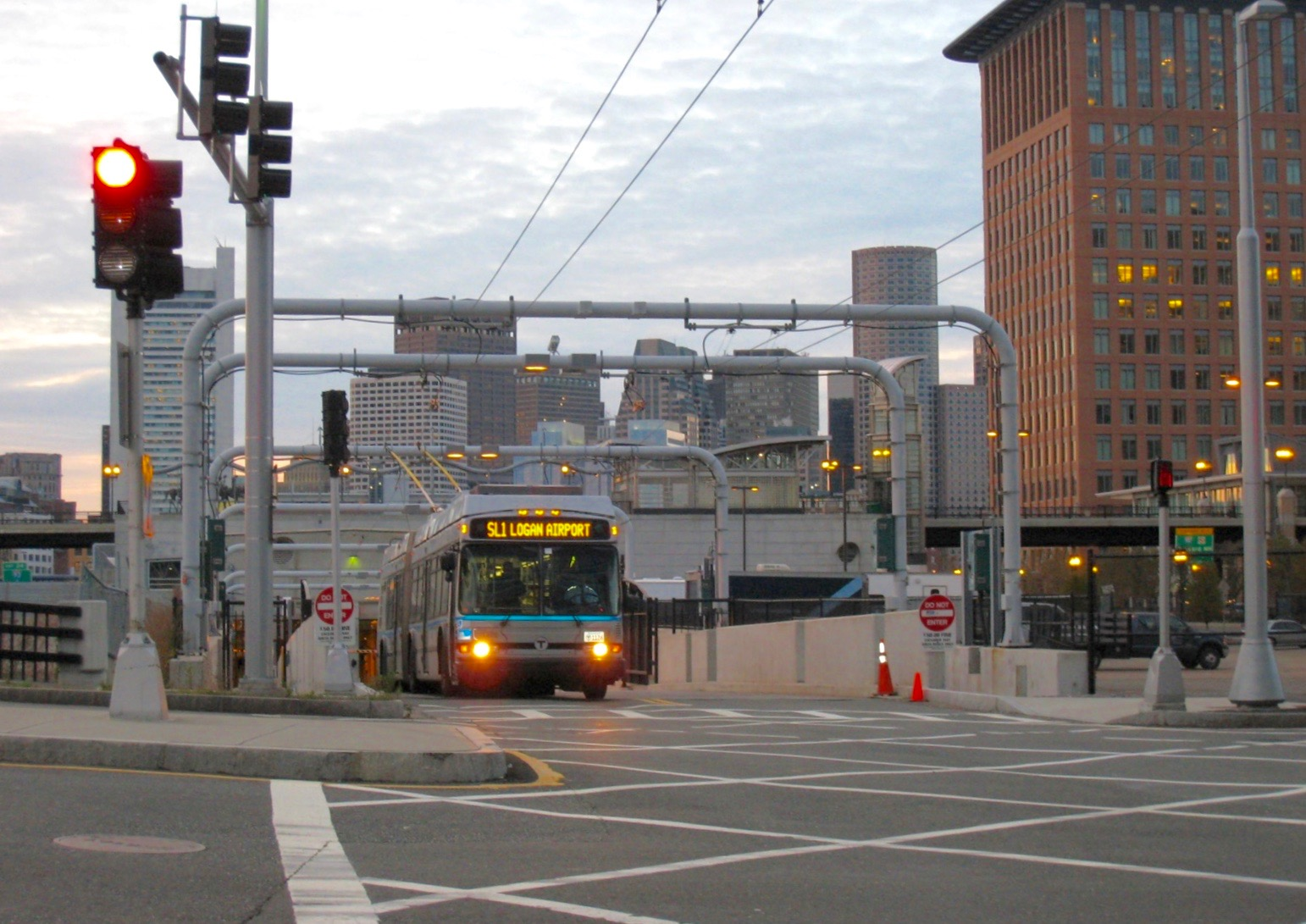
银线SL1号线公交车离开海滨隧道

SL5线于2002年开通，用于替代华盛顿街高架。摆渡车线路于2004年开通，沿着SL2和前SL3线路路径运行。2005年后双模式公交车上市后沿SL1号线路径行驶。SL4号线于2009年开通，用于替代被取消的银线第三阶段隧道。新的SL3号线线路于2018年开通运行。
| 线路   | 描述                                        | 官网链接                    |
| ------ | ------------------------------------------- | --------------------------- |
| SL1    | 爱德华·劳伦斯·洛根将军国际机场 - 波士顿南站 | 链接 （页面存档备份，存于） |
| SL2    | 设计中心 - 波士顿南站                       | 链接 （页面存档备份，存于） |
| SL3    | 切尔西站 - 波士顿南站                       | 链接 （页面存档备份，存于） |
| 摆渡车 | 银线道路站 - 波士顿南站                     | 链接 （页面存档备份，存于） |
| SL4    | 达德利广场站 - 波士顿南站                   | 链接 （页面存档备份，存于） |
| SL5    | 达德利广场站 - 市中心十字站                 | 链接 （页面存档备份，存于） |

## 同城公交

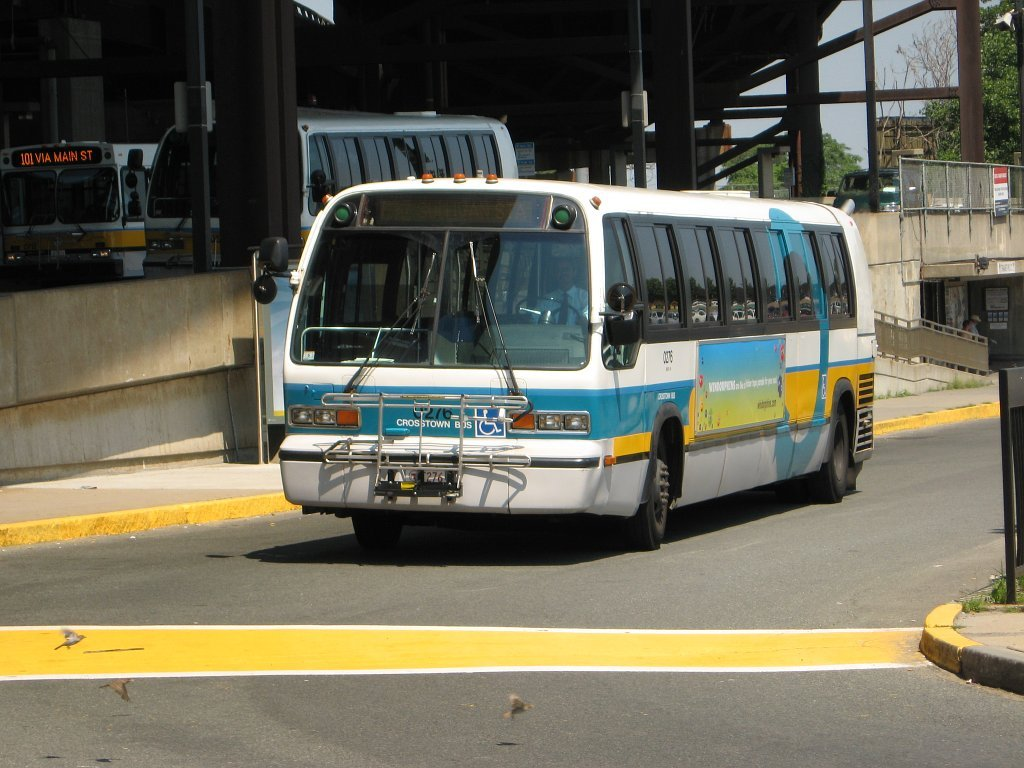
CT2路公交车离开沙利文站

同城公交（CT）车站数量较少，经停主要地铁站和公交换乘站，于1994年开通。
| 线路 | 描述                                                     | 官网链接                    |
| ---- | -------------------------------------------------------- | --------------------------- |
| CT2  | 沙利文广场站 - 肯德尔／麻省理工学院站 - 拉格尔斯站       | 链接 （页面存档备份，存于） |
| CT3  | 贝斯以色列女执事医疗中心 - 波士顿大学医疗中心 - 安德鲁站 | 链接 （页面存档备份，存于） |

## 1-121

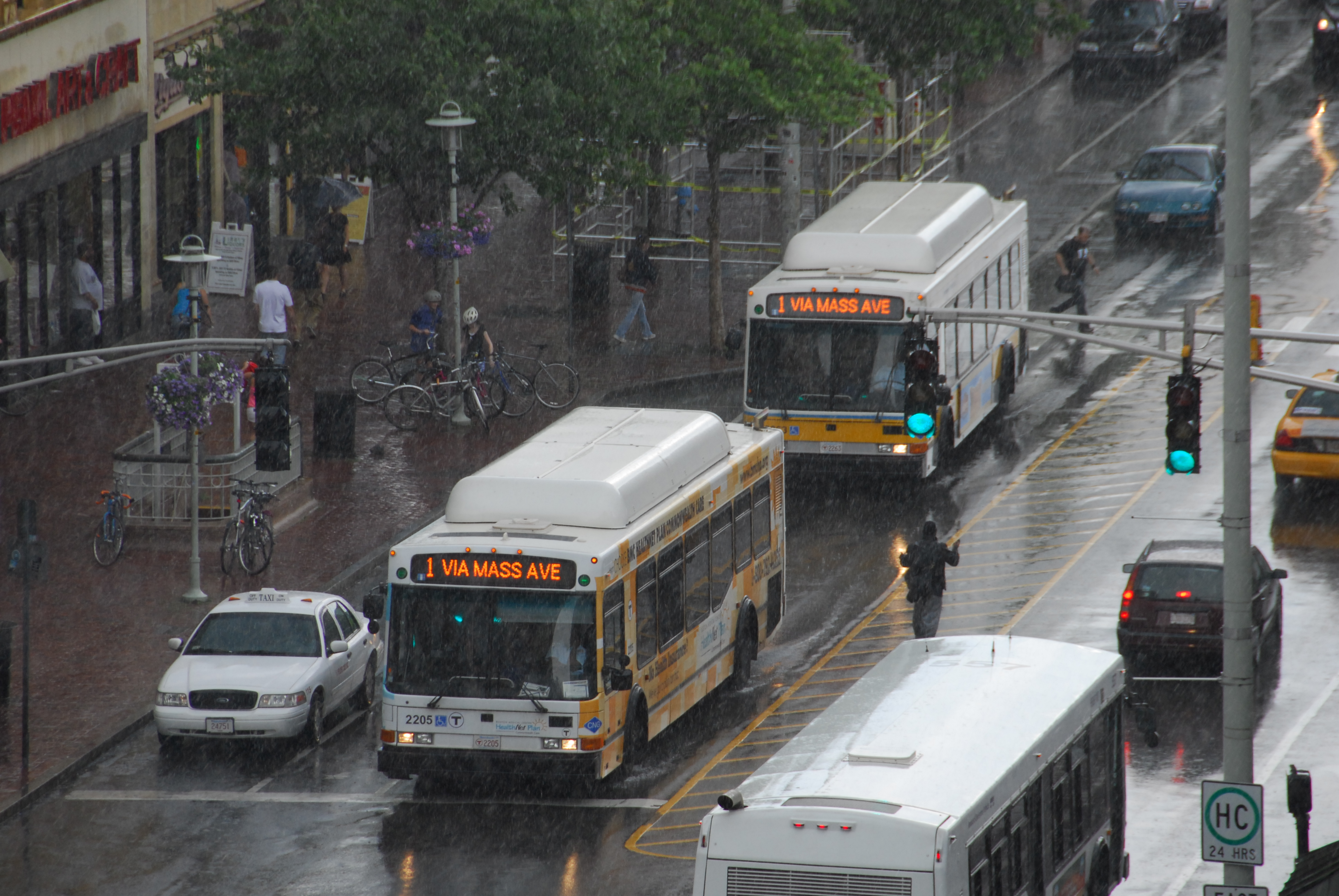
剑桥市中央广场附近的两辆1路公交

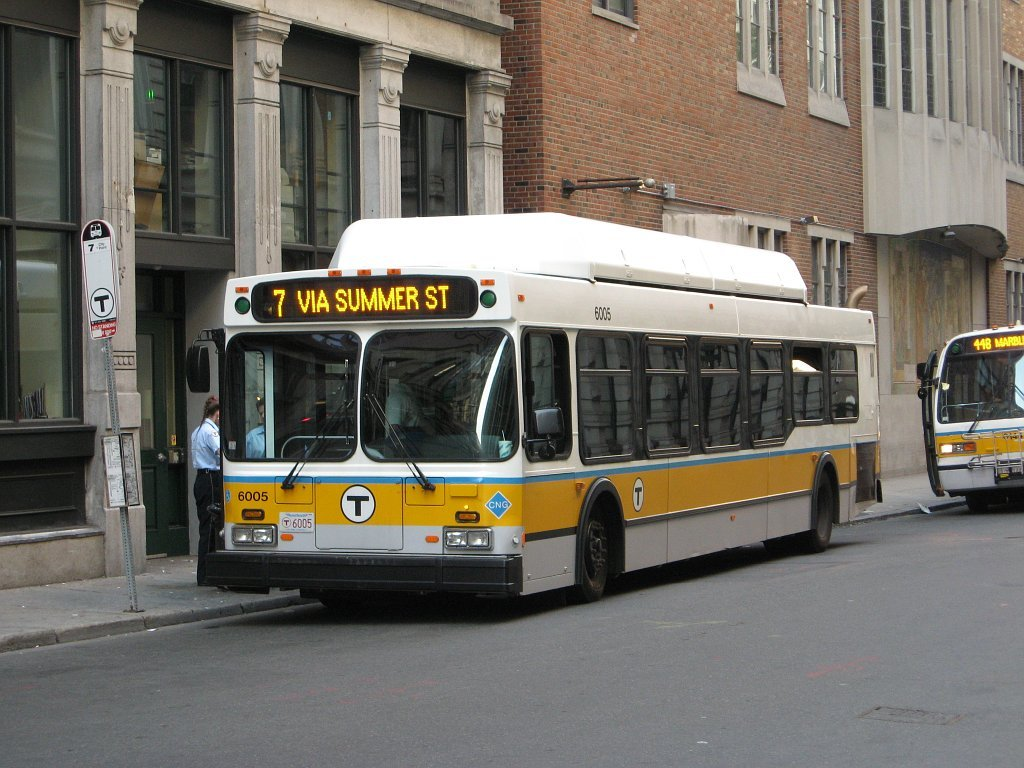
7路和448路公交停靠在市中心十字站

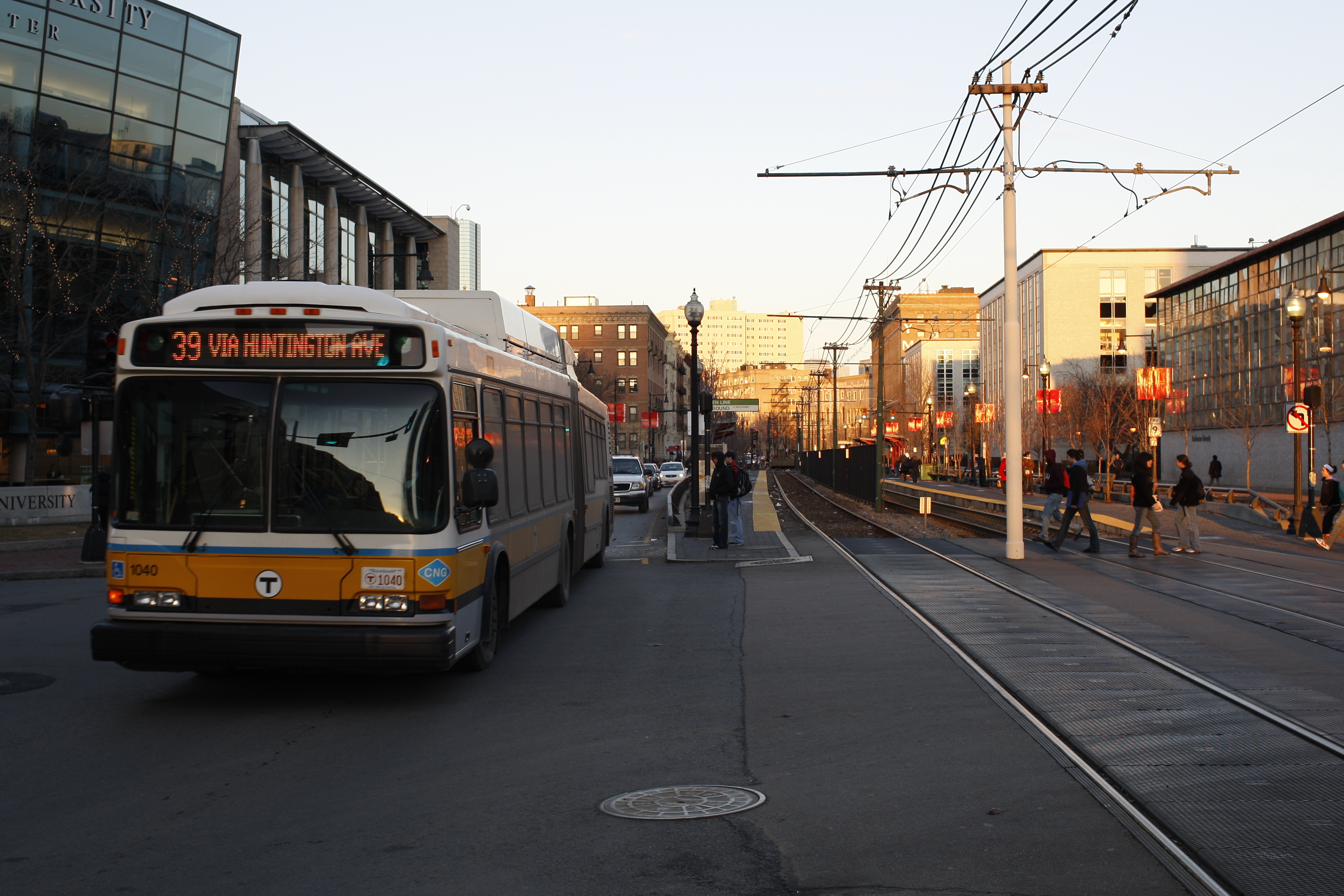
亨廷顿大道东北大学附近的39路公交

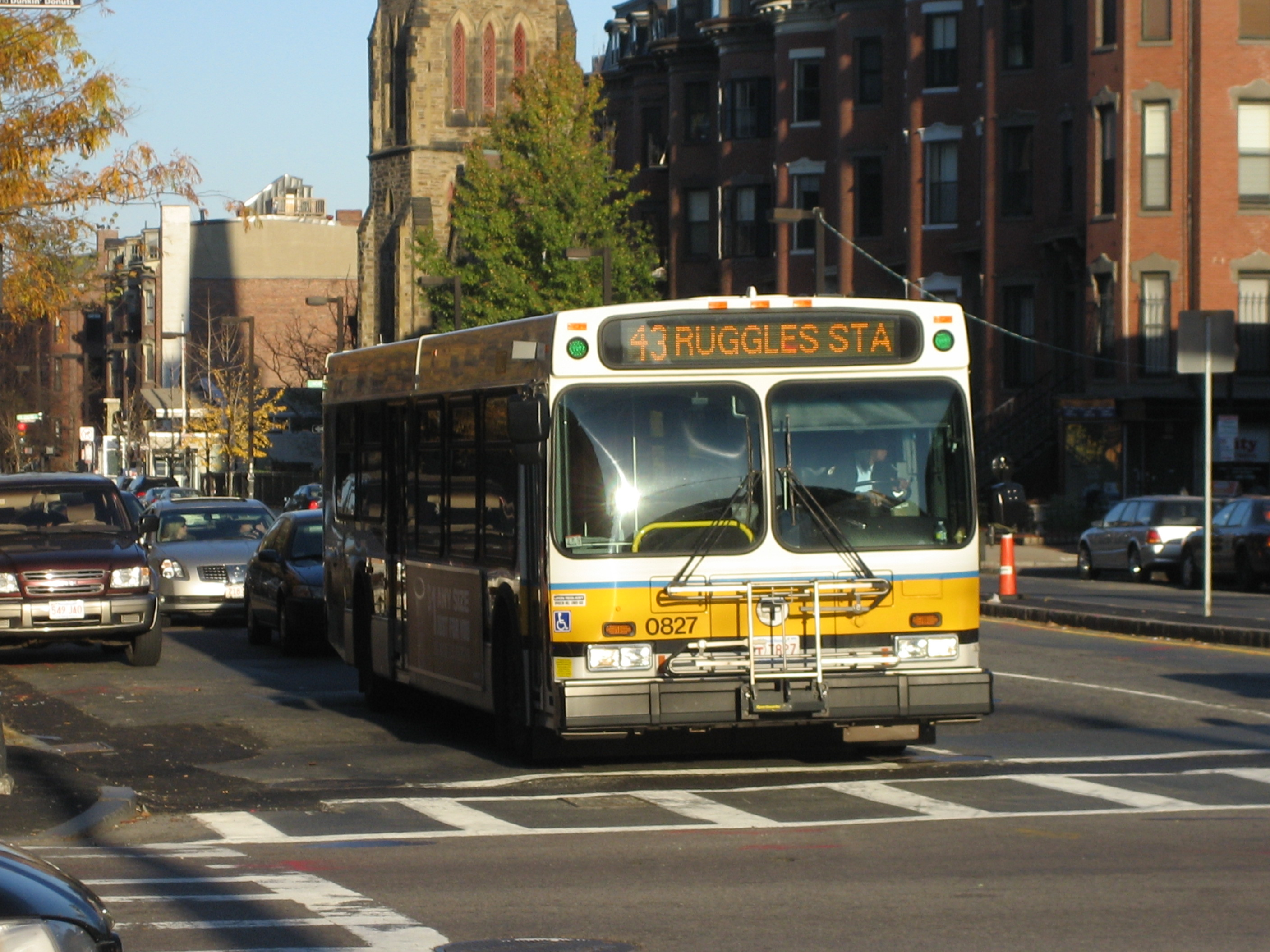
43路公交，最晚被从有轨电车转换为公交车的线路之一

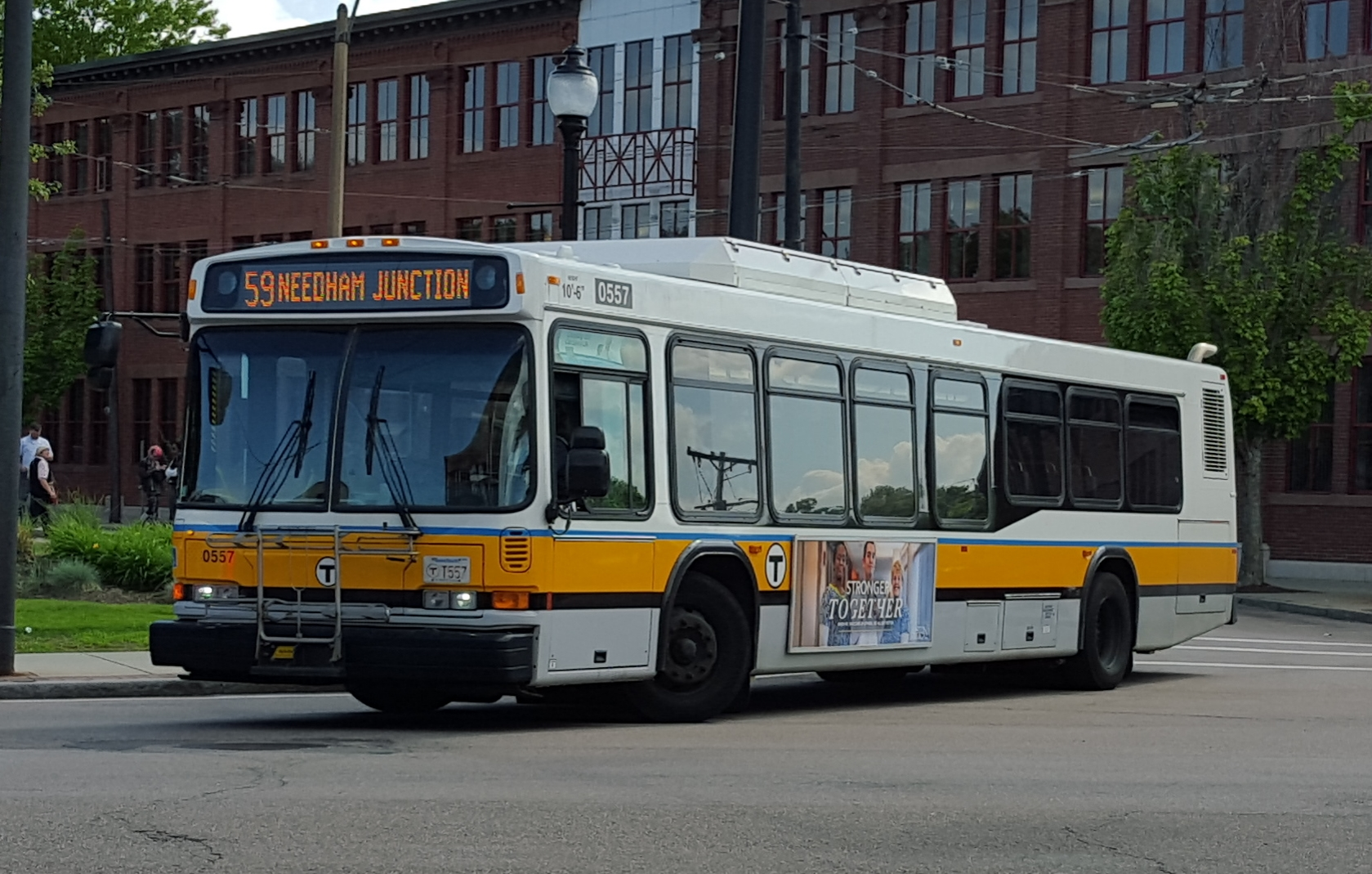
59路公交离开水城广场

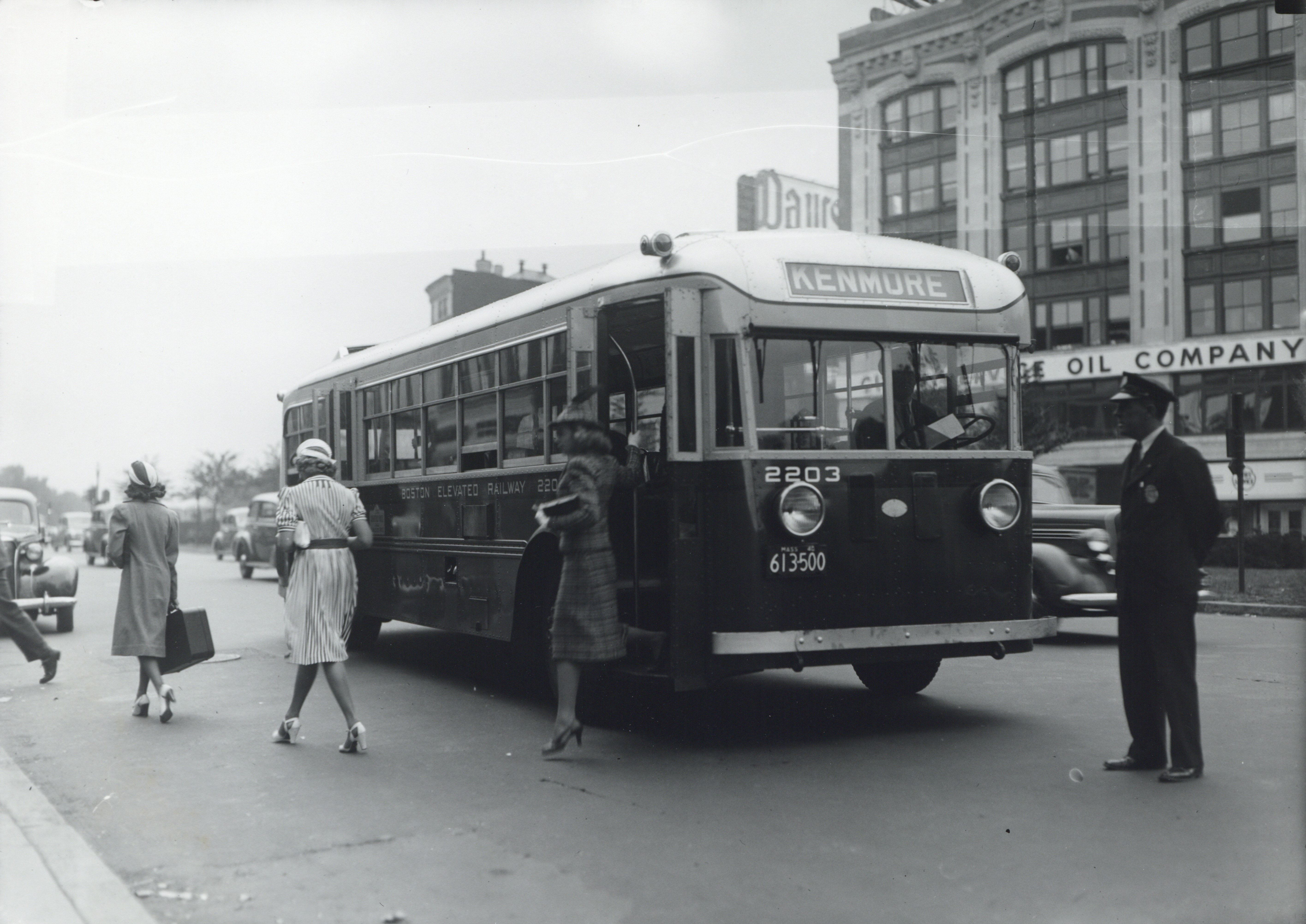
20世纪40年代，波士顿高架铁路公司公交车60路或者58路抵达肯莫尔广场

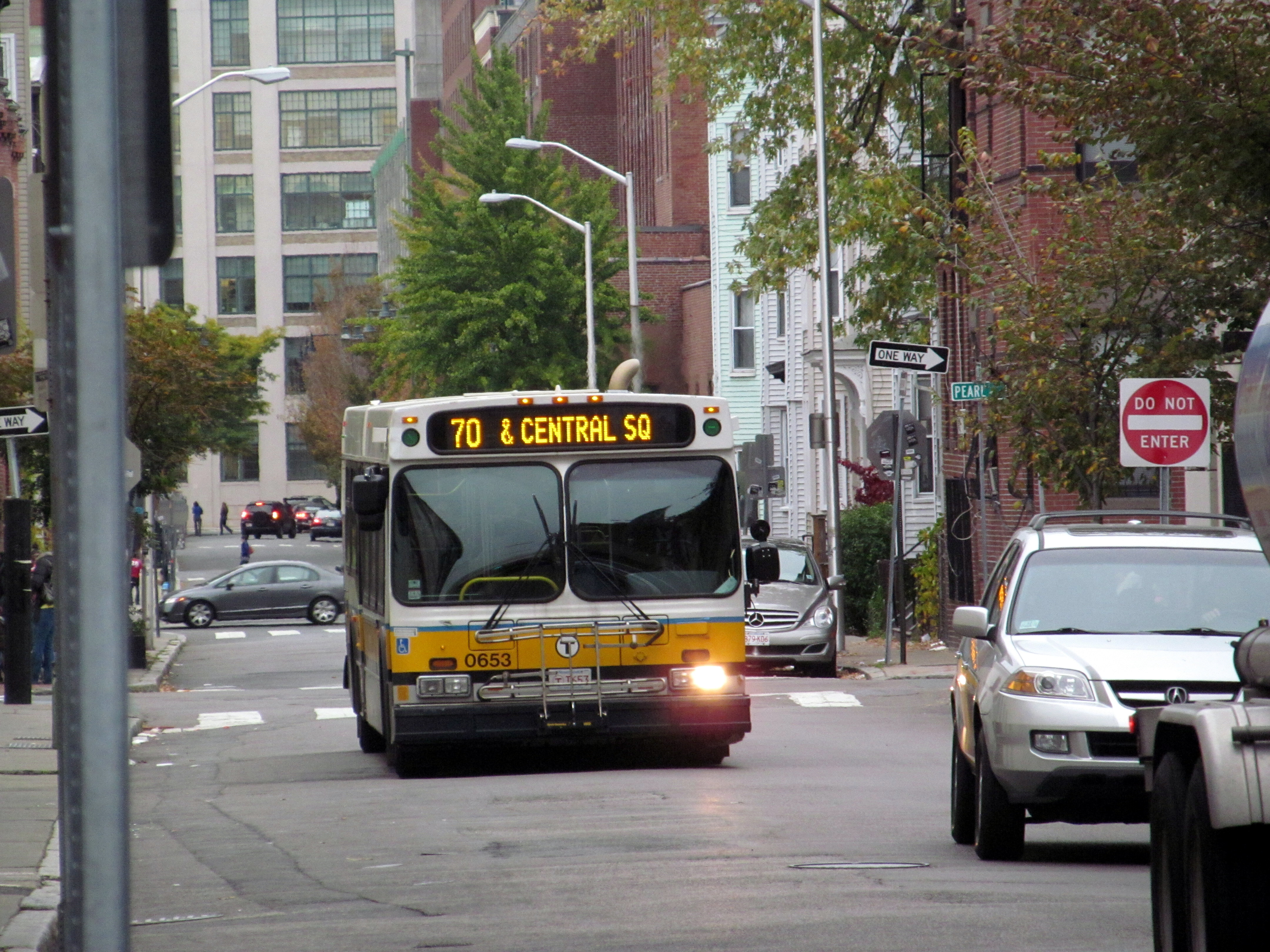
剑桥市中央广场附近的70路公交

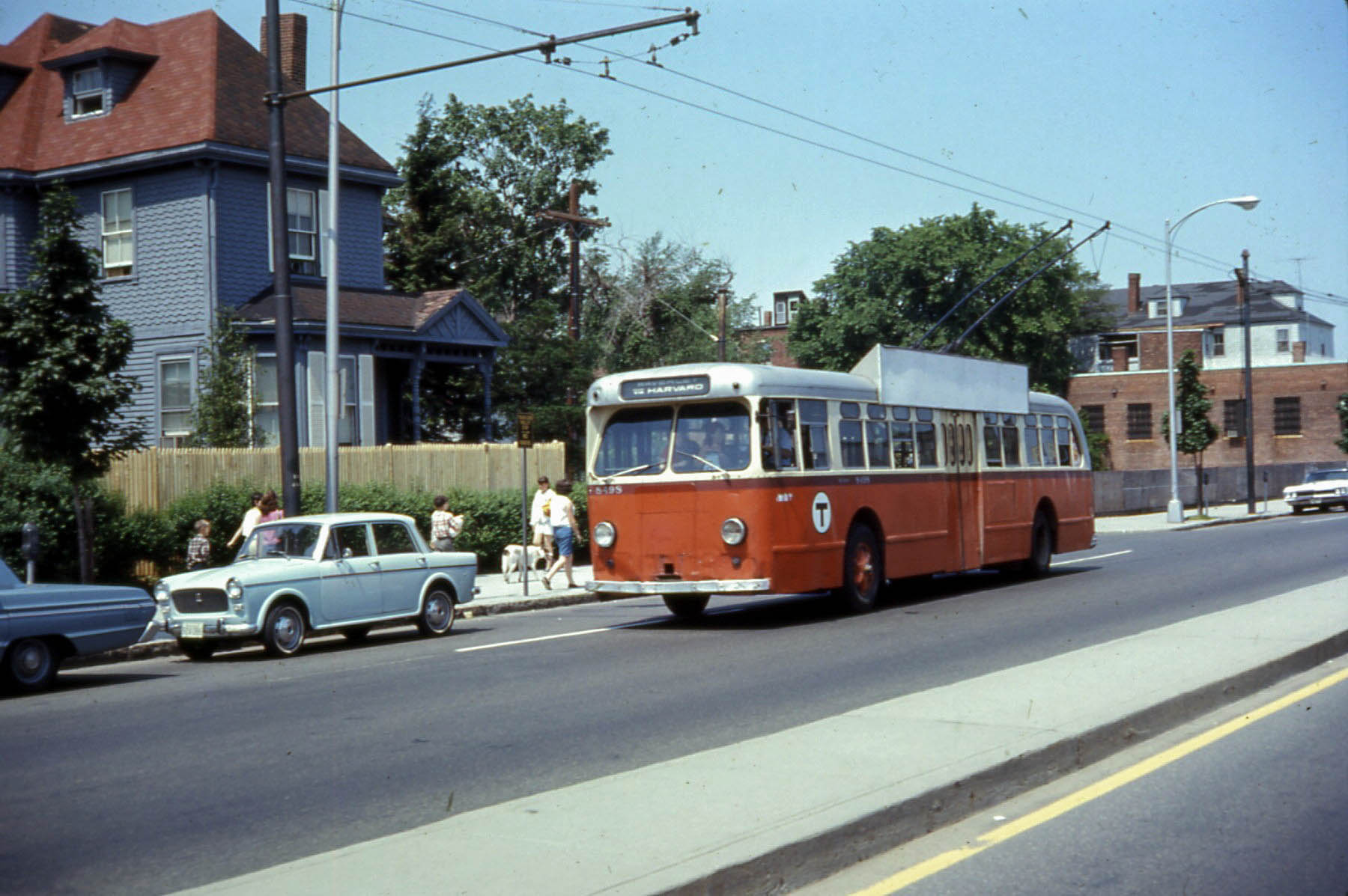
马萨诸塞大道上的77A路有轨电车

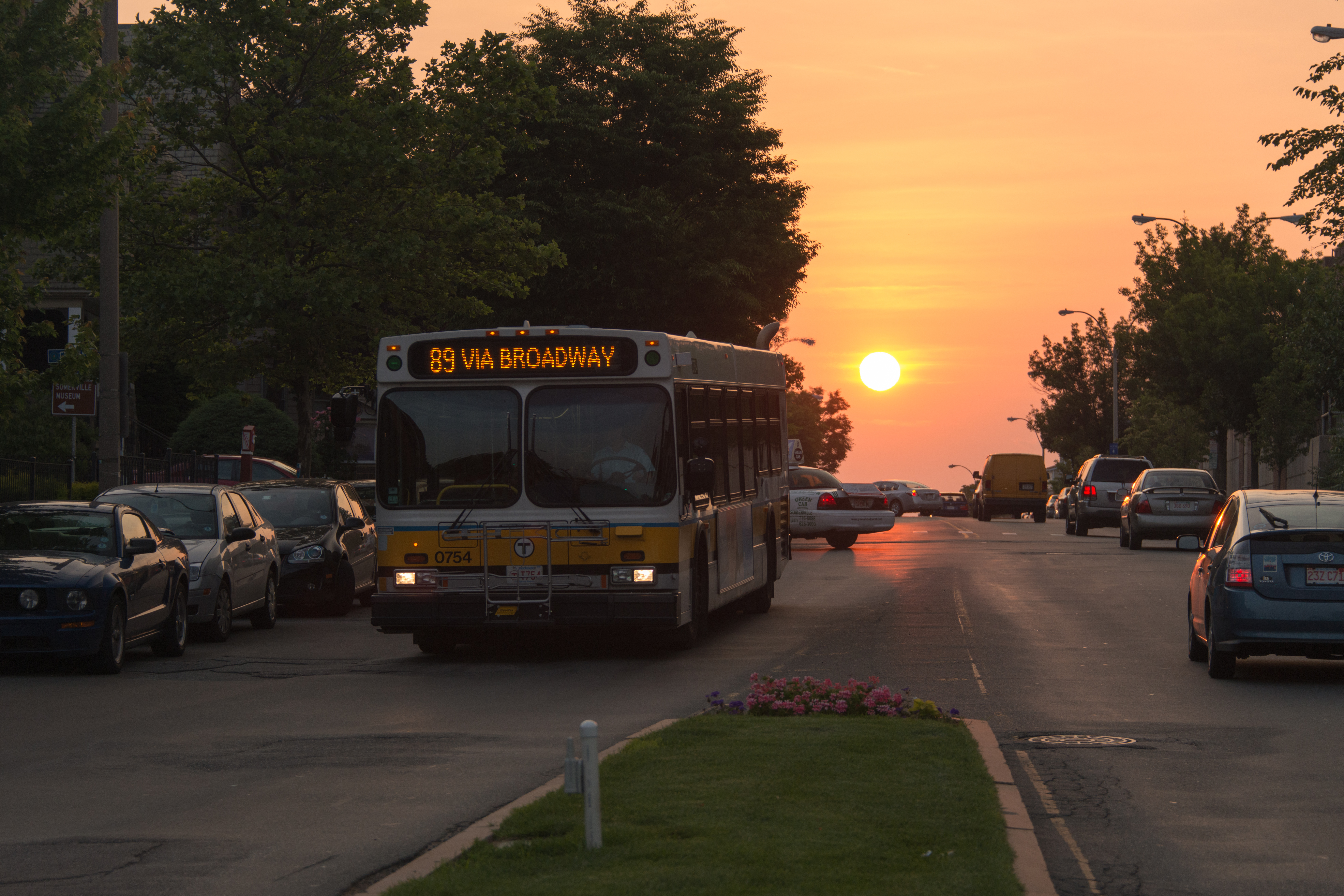
萨默维尔百老汇上的89路公交

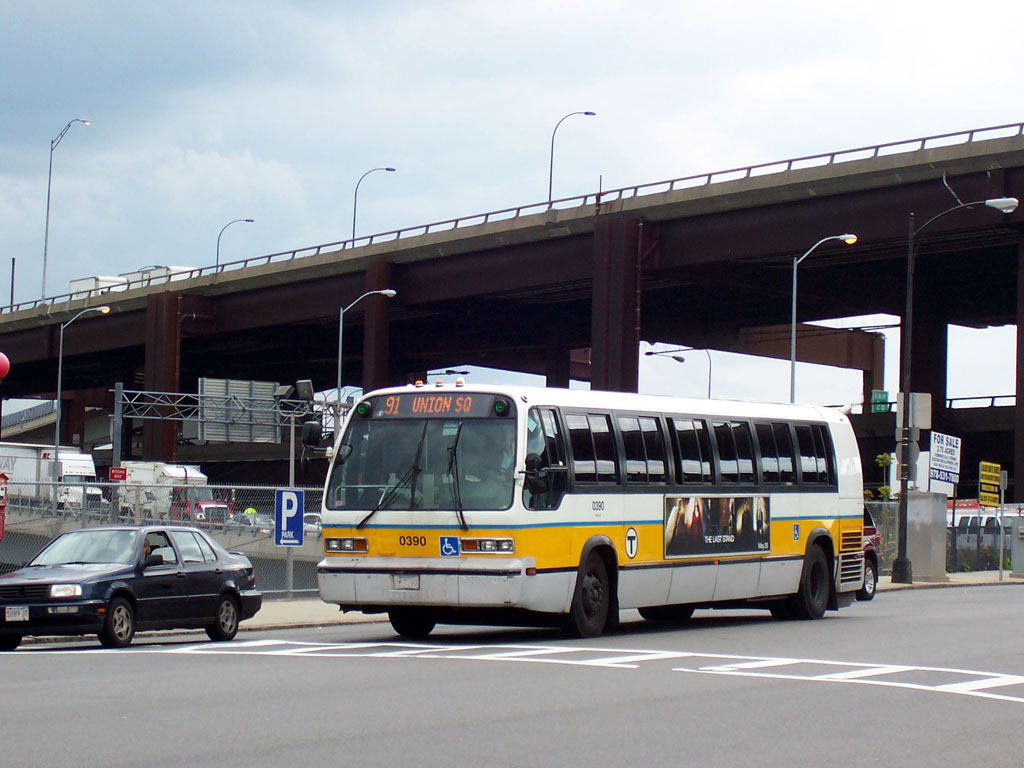
91路公交离开沙利文广场站

萨默维尔主街上的101路公交

这些线路几乎全部覆盖大波士顿都会核心地带。大多数公交线路最初为波士顿高架铁路公司有轨电车线路。最初它们从南到北按顺时针方向编号，4路公交为直达南波士顿，121路向北开往东波士顿地区。1947年波士顿高架铁路公司与大都会交通署合并，并于1964年组成马萨诸塞湾交通局。大多数核心服务网依旧保留下来，与曾经波士顿高架铁路时代一致。部分新线路是马萨诸塞湾交通局时代新增的。
52路、59路、62路、67路、70路、70A路和76路服务于波士顿西部郊区貝爾蒙、列克星敦和尼德姆，它们1972年是从米德尔塞克斯和波士顿街道铁路公司收购的。
根据线路使用人数，一共有15条公交线路被指定为主要公交线。它们运行班次更频繁，运营时间也更长，提供深夜服务。
主要公交线用*标出。
| 线路 | 描述                                                                     | 官网链接                    |
| ---- | ------------------------------------------------------------------------ | --------------------------- |
| 1*   | 哈佛/霍利奥克大门 - 马萨诸塞大道 - 达德利广场站                          | 链接 （页面存档备份，存于） |
| 4    | 波士顿北站 - 波士顿南站 - 莫克利联邦法院 - 世贸中心                      | 链接 （页面存档备份，存于） |
| 7    | 城市点站 - 波士顿南站 - 市中心十字                                       | 链接 （页面存档备份，存于） |
| 8    | 海港点/麻州大學波士頓分校 - 波士顿大学医疗中心 - 达德利广场站 - 肯莫尔站 | 链接 （页面存档备份，存于） |
| 9    | 城市点站 - 百老汇站 - 科普利站                                           | 链接 （页面存档备份，存于） |
| 10   | 城市点站 - 安德鲁站 - 波士顿医疗中心 - 科普利站                          | 链接 （页面存档备份，存于） |
| 11   | 城市点 - 贝维尤 - 市中心十字站                                           | 链接 （页面存档备份，存于） |
| 14   | 罗斯林代尔村站 - 希思街站                                                | Link （页面存档备份，存于） |
| 15*  | 凯恩广场 - 拉格尔斯站                                                    | Link （页面存档备份，存于） |
| 16   | 森林山站 - 安德鲁站或海港点                                              | Link （页面存档备份，存于） |
| 17   | 菲尔兹角站 - 安德鲁站                                                    | Link （页面存档备份，存于） |
| 18   | 阿什蒙特站 - 安德鲁站                                                    | Link （页面存档备份，存于） |
| 19   | 菲尔兹角站 - 格罗夫大厅 - 达德利广场站 - 拉格尔斯站                      | 链接 （页面存档备份，存于） |
| 21   | 阿什蒙特站 - 森林山站                                                    | Link （页面存档备份，存于） |
| 22*  | 阿什蒙特站 - 杰克逊广场站 - 拉格尔斯站                                   | Link （页面存档备份，存于） |
| 23*  | 阿什蒙特站 - 华盛顿街 - 拉格尔斯站                                       | Link （页面存档备份，存于） |
| 24   | 威克菲尔德大道 & 杜鲁门大路 - 马塔潘站或阿什蒙特站                       | Link （页面存档备份，存于） |
| 26   | 阿什蒙特站 - 加利文大道                                                  | Link （页面存档备份，存于） |
| 27   | 马塔潘站 - 阿什蒙特站                                                    | Link （页面存档备份，存于） |
| 28*  | 马塔潘站 - 拉格尔斯站                                                    | Link （页面存档备份，存于） |
| 29   | 马塔潘站 - 杰克逊广场站                                                  | Link （页面存档备份，存于） |
| 30   | 马塔潘站 - 罗斯林代尔广场 - 森林山站                                     | Link （页面存档备份，存于） |
| 31   | 马塔潘站 - 莫顿街 - 森林山站                                             | Link （页面存档备份，存于） |
| 32*  | 沃尔科特广场 - 森林山站                                                  | Link （页面存档备份，存于） |
| 33   | 河街 & 米尔顿街 - 马塔潘站                                               | Link （页面存档备份，存于） |
| 34   | 迪德姆线或迪德姆购物中心 - 森林山站                                      | Link （页面存档备份，存于） |
| 34E  | 沃尔波尔 - 森林山站                                                      | Link （页面存档备份，存于） |
| 35   | 迪德姆购物中心 - 森林山站                                                | Link （页面存档备份，存于） |
| 36   | 千禧公园或退伍军人医疗中心 - 森林山站                                    | Link （页面存档备份，存于） |
| 37   | 贝克街 & 佛蒙特街 - 森林山站                                             | Link （页面存档备份，存于） |
| 38   | Wren街- 森林山站                                                         | Link （页面存档备份，存于） |
| 39*  | 森林山站 - 亨廷顿大道 - 後灣站                                           | 链接 （页面存档备份，存于） |
| 43   | 拉格尔斯站 - 特里蒙特街 - 公园街站                                       | 链接 （页面存档备份，存于） |
| 47   | 中央广场 - 波士顿大学医疗中心 - 长木医学区 - 达德利广场站 - 百老汇站     | 链接 （页面存档备份，存于） |
| 55   | 泽西&昆士伯 - 伊普斯威奇街 - 公园街站或科普利站                          | 链接 （页面存档备份，存于） |
| 57*  | 沃特敦车库 - 牛顿角站 - 布莱顿中心 - 肯莫尔站                            | 链接 （页面存档备份，存于） |
| 57A  | 橡树广场 - 联邦大道 - 肯莫尔站                                           | 链接 （页面存档备份，存于） |
| 60   | 栗山 - 布鲁克莱恩村站 - 肯莫尔站                                         | 链接 （页面存档备份，存于） |
| 62   | 贝德福德退伍军人医院 - 列克星敦 - 阿灵顿高地 - 灰西鲱站                  | 链接 （页面存档备份，存于） |
| 64   | 橡树广场站 - 北比肯街 - 剑桥大学园或肯德爾／麻省理工學院站               | 链接 （页面存档备份，存于） |
| 65   | 布莱顿中心 - 华盛顿街站 - 布鲁克莱恩村站 - 布鲁克莱恩大道 - 肯莫尔站     | 链接 （页面存档备份，存于） |
| 66*  | 哈佛广场 - 奥尔斯顿 - 布鲁克莱恩村站 - 达德利广场站                      | 链接 （页面存档备份，存于） |
| 67   | 土耳其山 - 阿灵顿中心 - 灰西鲱站                                         | 链接 （页面存档备份，存于） |
| 68   | 哈佛/霍利奥克大门 - 百老汇大道 - 肯德爾／麻省理工學院站                  | 链接 （页面存档备份，存于） |
| 69   | 哈佛大门 - 剑桥街 - 莱希米尔站                                           | 链接 （页面存档备份，存于） |
| 70   | 西洋杉、市场路或沃尔瑟姆中央广场 - 水城广场站 - 大学园                   | 链接 （页面存档备份，存于） |
| 70A  | 北沃尔瑟姆 - 水城广场站 - 中央广场站 - 大学园                            | 链接 （页面存档备份，存于） |
| 71*  | 沃特敦 - 奥本山街 - 哈佛站                                               | 链接 （页面存档备份，存于） |
| 72   | 休伦大道 - 康科特大道 - 哈佛站                                           | 链接 （页面存档备份，存于） |
| 73*  | 韦弗利广场 - Trapelo路 - 哈佛站                                          | 链接 （页面存档备份，存于） |
| 74   | 贝尔蒙特中心站 - 康科特大道 - 哈佛站                                     | 链接 （页面存档备份，存于） |
| 75   | 贝尔蒙特中心站 - 康科特大道 - 哈佛站                                     | 链接 （页面存档备份，存于） |
| 76   | 汉斯科姆菲尔德/林肯實驗室 - 列克星敦中心 - 民用航站楼 - 灰西鲱站         | 链接 （页面存档备份，存于） |
| 77*  | 阿灵顿高地 - 马萨诸塞大道 - 哈佛站                                       | 链接 （页面存档备份，存于） |
| 77A  | 北剑桥车厂 - 哈佛站                                                      | 链接 （页面存档备份，存于） |
| 78   | 阿尔蒙特村- 公园环岛 - 哈佛站                                            | 链接 （页面存档备份，存于） |
| 79   | 阿灵顿高地 - 马萨诸塞州大道 - 灰西鲱站                                   | 链接 （页面存档备份，存于） |
| 80   | 阿灵顿中心 - 梅德福山脚 - 莱希米尔站                                     | 链接 （页面存档备份，存于） |
| 83   | 润矶大道 - 波特站 - 中央广场站                                           | 链接 （页面存档备份，存于） |
| 84   | 阿芒特村 - 灰西鲱站                                                      | 链接 （页面存档备份，存于） |
| 85   | 春山 - 夏街 - 联合广场 - 肯德爾／麻省理工學院站                          | 链接 （页面存档备份，存于） |
| 86   | 沙利文广场站 - 哈佛站/约翰斯顿门 - 水库站（克利夫兰环岛站）              | 链接 （页面存档备份，存于） |
| 87   | 阿灵顿中心或克拉伦登 - 萨默维尔大道 - 莱希米尔站                         | 链接 （页面存档备份，存于） |
| 88   | 克拉伦登山 - 高地大道 - 莱希米尔站                                       | 链接 （页面存档备份，存于） |
| 89   | 克拉伦登山或戴维斯站 - 百老汇 - 沙利文广场站                             | 链接 （页面存档备份，存于） |
| 90   | 戴维斯广场 - 沙利文广场站 - 组装厂站 - 威灵顿站                          | 链接 （页面存档备份，存于） |
| 91   | 沙利文广场站 - 华盛顿街 - 中央广场站                                     | 链接 （页面存档备份，存于） |
| 92   | 组装厂广场购物中心 - 沙利文广场站 - 主街 - 干草市场站 - 波士顿市中心     | 链接 （页面存档备份，存于） |
| 93   | 沙利文广场站 - 邦克山街 - 干草市场站 - 市中心                            | 链接 （页面存档备份，存于） |
| 96   | 梅德福广场 - 乔治街 - 戴维斯站 - 哈佛站                                  | 链接 （页面存档备份，存于） |
| 97   | 莫尔登中心站 - 汉考克街 - 威灵顿站                                       | 链接 （页面存档备份，存于） |
| 99   | 波士顿区域医疗中心 - 主街 - 莫尔登中心站 - 威灵顿站                      | 链接 （页面存档备份，存于） |
| 101  | 莫尔登中心站 - 塞勒姆街 - 主街 - 百老汇 - 沙利文广场站                   | 链接 （页面存档备份，存于） |
| 104  | 莫尔登中心站 - 渡轮街 - 百老汇 - 沙利文广场站                            | 链接 （页面存档备份，存于） |
| 105  | 莫尔登中心站 - 纽兰街 - 沙利文广场站                                     | 链接 （页面存档备份，存于） |
| 106  | 黎巴嫩街、莫尔登或富兰克林广场 - 主街 - 威灵顿站                         | 链接 （页面存档备份，存于） |
| 108  | 林登广场 - 莫尔登中心站 - 高地大道 - 威灵顿站                            | 链接 （页面存档备份，存于） |
| 109  | 林登广场 - 格伦代尔广场 - 沙利文广场站                                   | 链接 （页面存档备份，存于） |
| 110  | 梦幻之地站或百老汇 - 公园大道 - 伍德朗 - 威灵顿站                        | 链接 （页面存档备份，存于） |
| 112  | 威灵顿站- 木岛站                                                         | 链接 （页面存档备份，存于） |
| 114  | 贝林厄姆广场 - 马维里克站                                                | 链接 （页面存档备份，存于） |
| 116* | 梦幻之地站 - 里维尔街 - 马维里克站                                       | 链接 （页面存档备份，存于） |
| 117* | 梦幻之地站 - 海滩街 - 马维里克站                                         | 链接 （页面存档备份，存于） |
| 120  | 东部高地站 - 本宁顿街 - 杰弗里斯点 - 马维里克站                          | 链接 （页面存档备份，存于） |
| 121  | 木岛站 - 列克星顿街 - 马维里克站                                         | 链接 （页面存档备份，存于） |

## 131-137

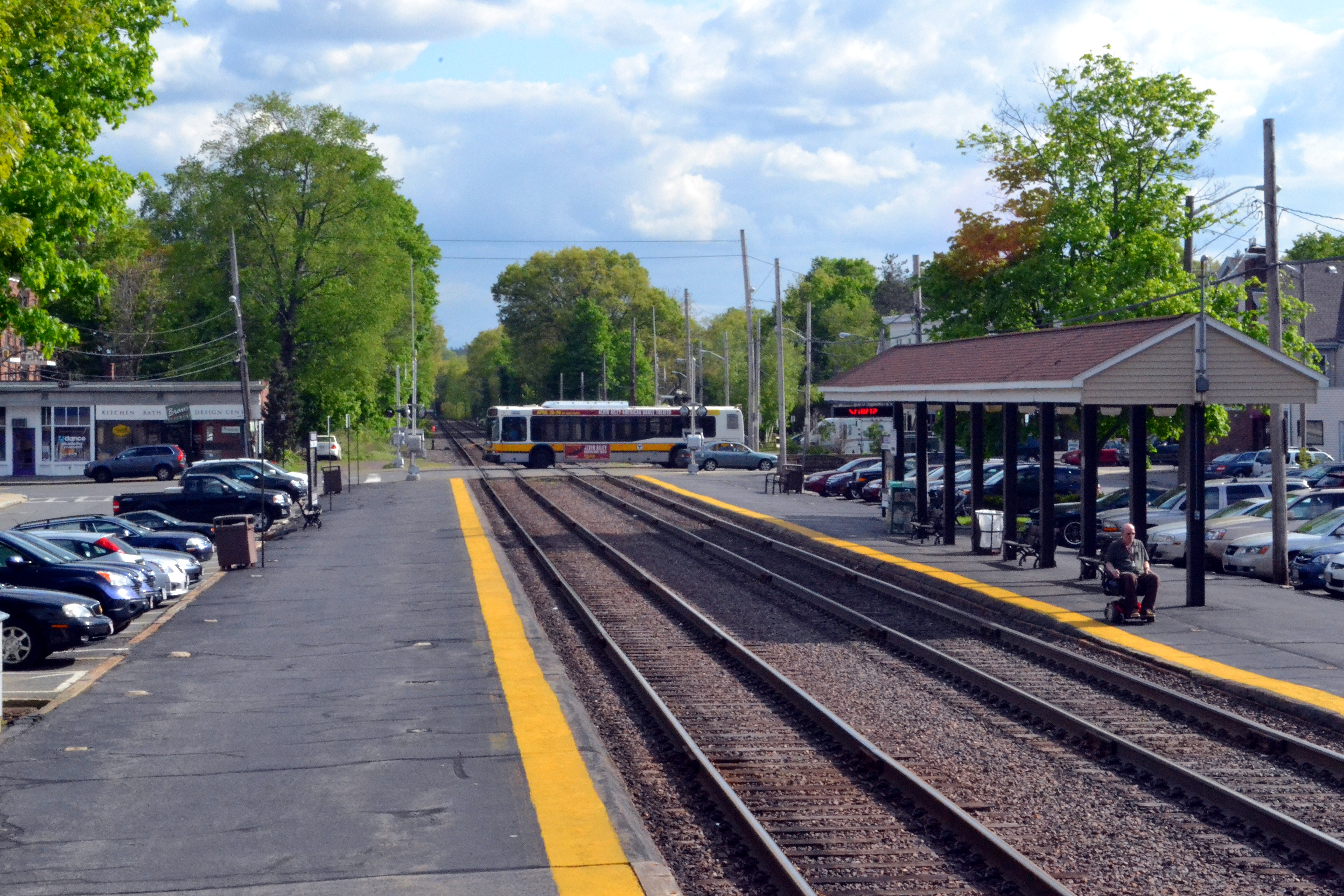
131路公交从梅尔罗斯高地站经过

131路至137路公交在梅尔罗斯地区运行，运行线路遵照前东马萨诸塞州街道铁路线路铺设，该公司于1968年并入马萨诸塞湾交通局。
| 线路 | 描述                                                                | 官网链接                    |
| ---- | ------------------------------------------------------------------- | --------------------------- |
| 131  | 梅尔罗斯高地 - 橡树林站 - 莫尔登中心站                              | 链接 （页面存档备份，存于） |
| 132  | 红石购物中心 - 莫尔登中心站                                         | 链接 （页面存档备份，存于） |
| 134  | 北沃本 - 沃本广场 - 温彻斯特中心站 - 草甸幽谷购物中心 - 威灵顿站    | 链接 （页面存档备份，存于） |
| 136  | 雷丁站 - 韦克菲尔德 - 梅尔罗斯 - 橡树林站 - 莫尔登中心站            | 链接 （页面存档备份，存于） |
| 137  | 雷丁站 - 北方大道 - 韦克菲尔德 - 梅尔罗斯 - 橡树林站 - 莫尔登中心站 | 链接 （页面存档备份，存于） |

## 170-171

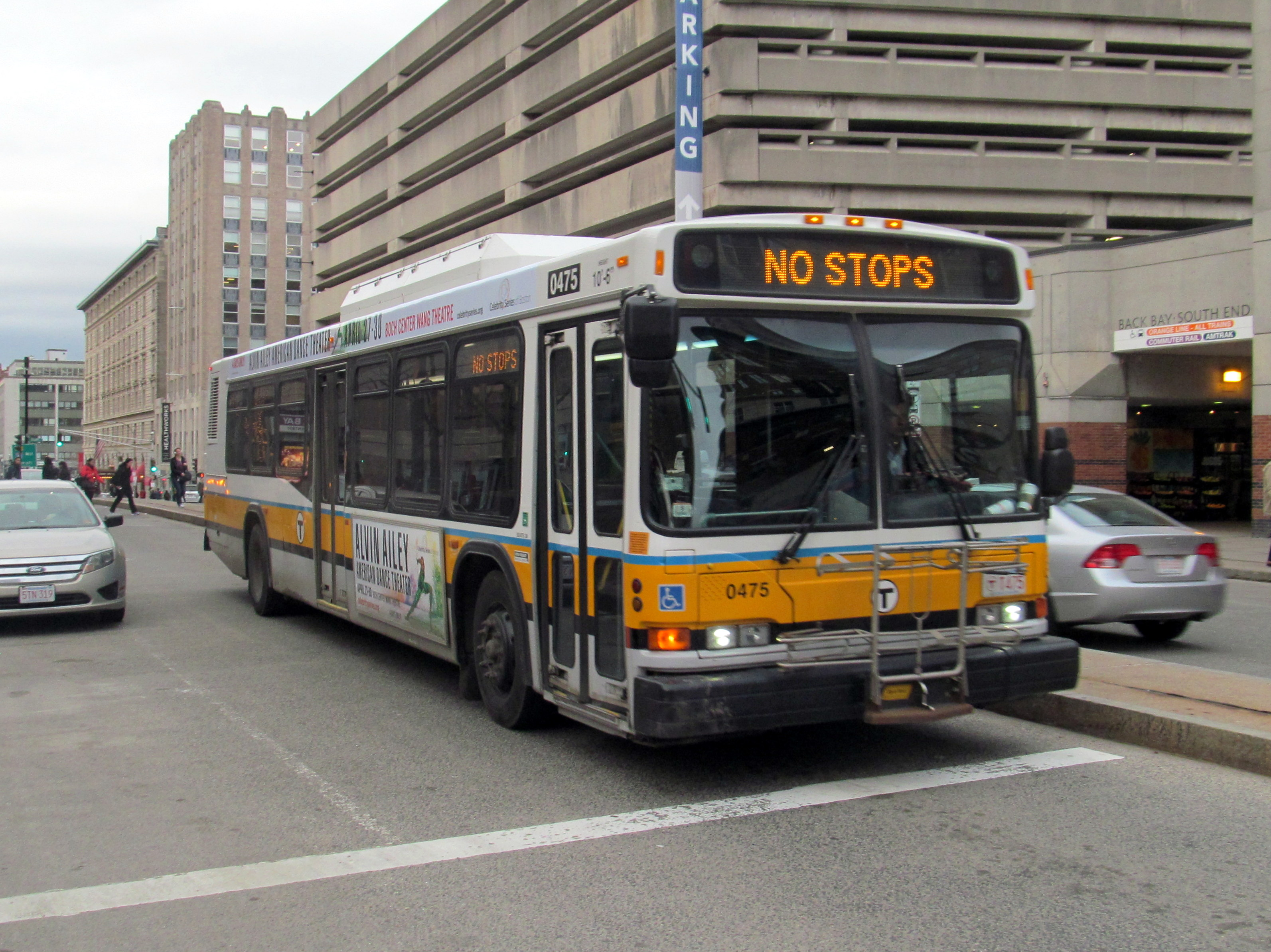
后湾站前的170路公交车（2017年）

170路和171路为特殊低服务路线，其他170系列公交车多为服务于工业区的线路。

## 191-194
191路至194路公交为早间单次往返线路，于1960年开始运营。该线路主要给地铁运营人员乘坐，但是普通大众也可乘坐。

## 195
195路公交为特殊低服务线路，不对公众开放，也不显示在马萨诸塞湾服务地图上。公交车往返于波士顿市中心和雷米尔·沙特克医院流浪人群庇护所。2015年9月以前，线路编号为277。

## 201-202
1962年，大都会交通署设立20系线路代替波士顿高架铁路公司有轨电车。2005年，马萨诸塞湾交通局重新规划线路，使201和202分别沿环路顺时针和逆时针行驶。

## 210-245
这些线路运行于昆西市区域。它们最早市用来代替东马萨诸塞街铁路有轨电车。20世纪70年代红线的布伦特里支线开通后，这些公交的终点站被设置在大型公交换乘车站昆西中心站。

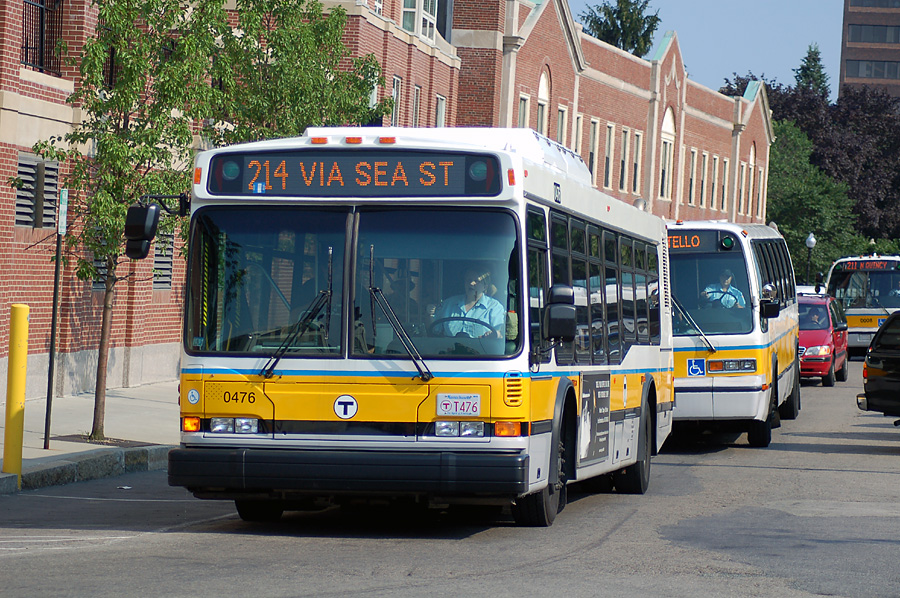
昆西中心站214路公交

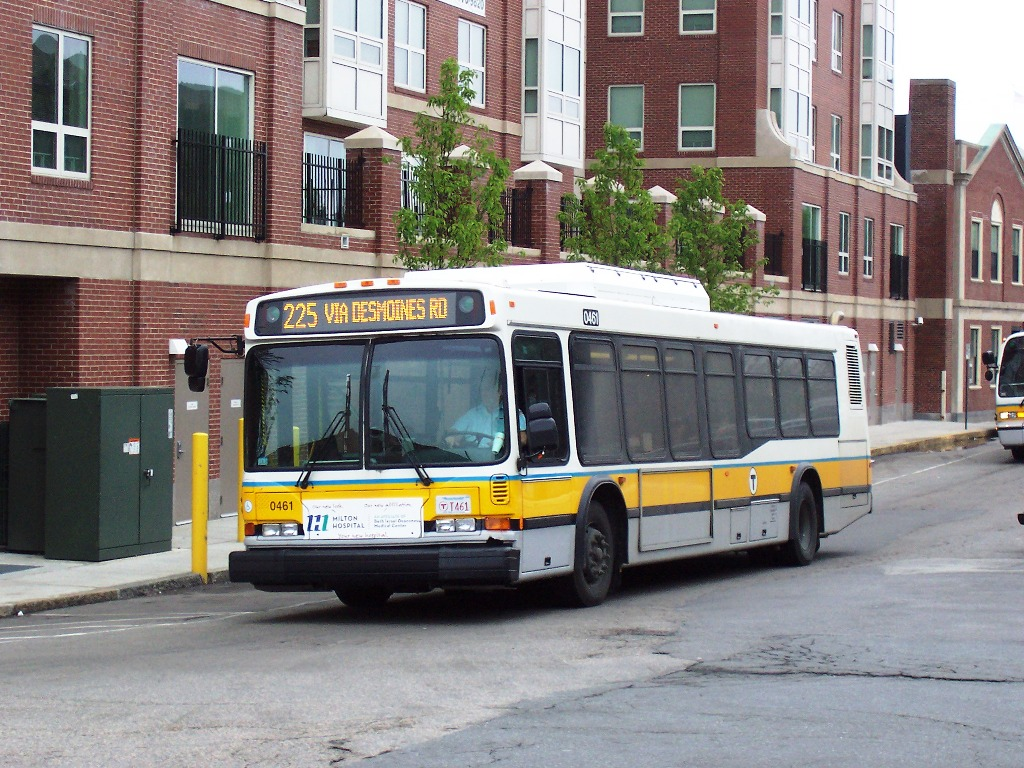
昆西中心站225路公交

## 325-326

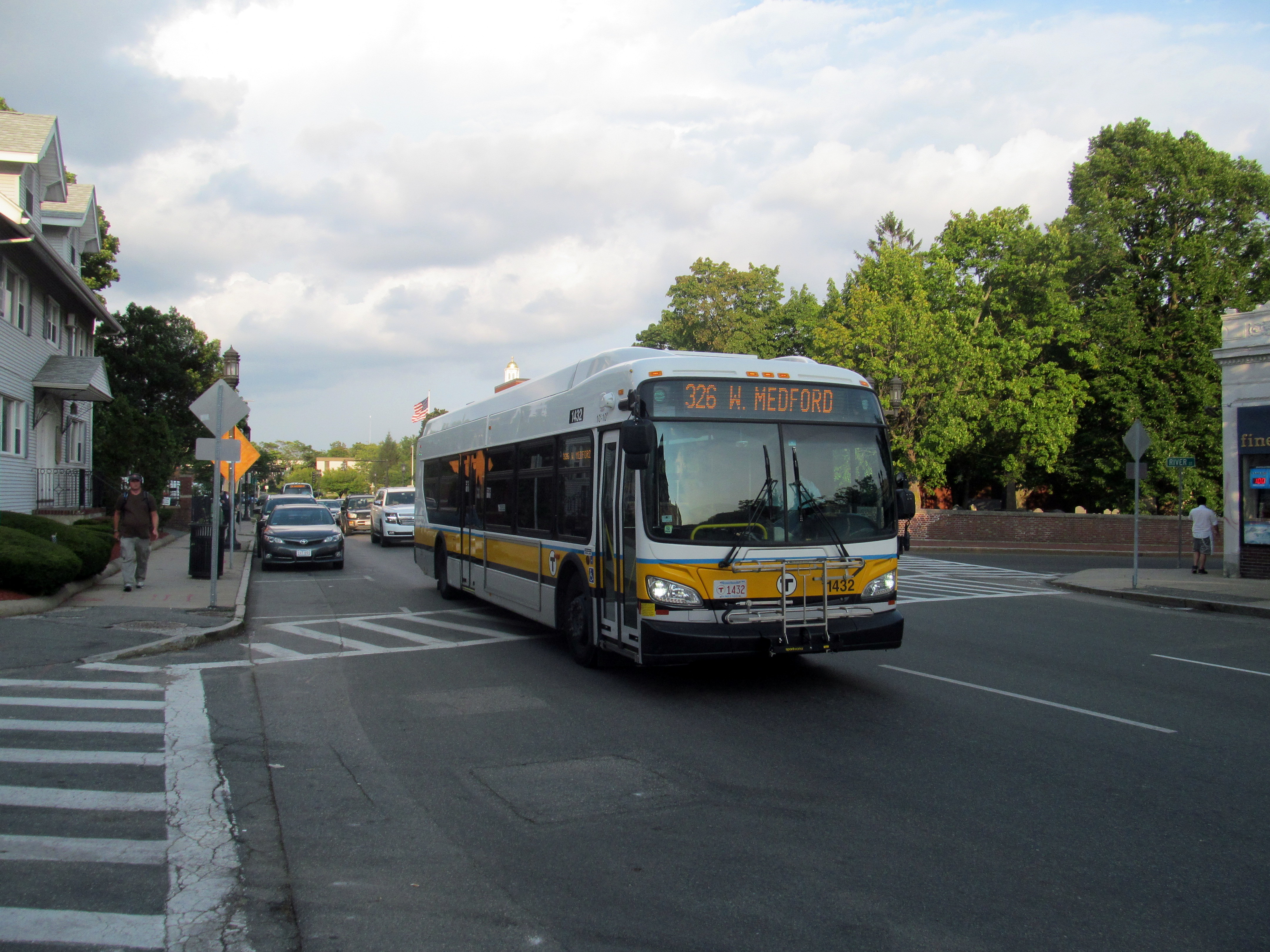
位于梅德福的326路公交车（2015年7月）

这些线路为往返于梅德福 (马萨诸塞州)和波士顿市中心的特快公交，最早于1973年6月开通。

## 350-354

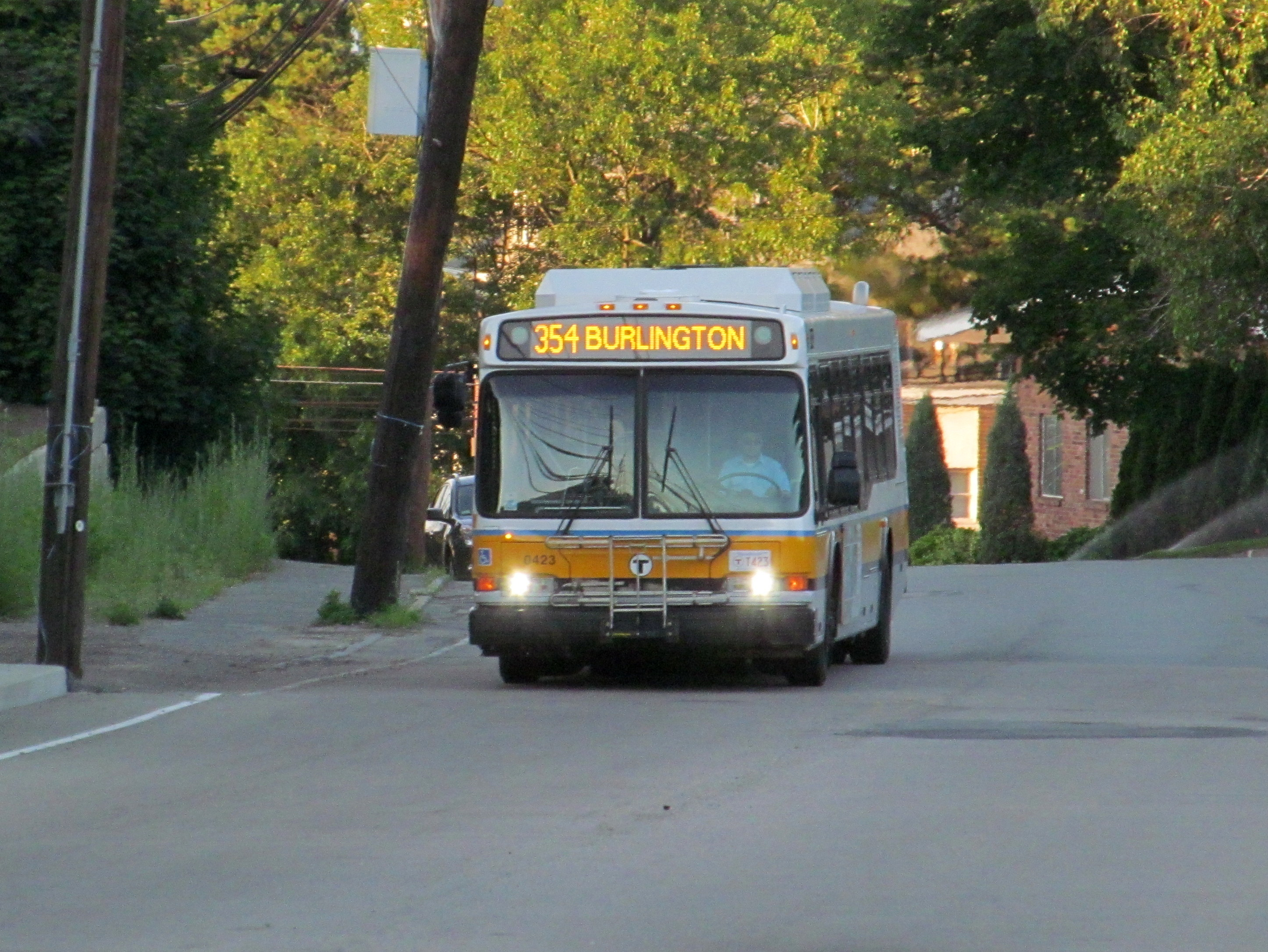
沃本市塞勒姆街上的354路

这些线路在伯灵顿市附近运行。
| 线路 | 描述                                                    | 官网链接                    |
| ---- | ------------------------------------------------------- | --------------------------- |
| 350  | 北伯灵顿 - 伯灵顿商场 - 灰西鲱站                        | 链接 （页面存档备份，存于） |
| 351  | 橡树公园/贝德福德森林 - 米德尔塞克斯收费高速 - 灰西鲱站 | 链接 （页面存档备份，存于） |
| 352  | 伯灵顿快线 - 128号公路 - 93號州際公路 - 波士顿          | 链接 （页面存档备份，存于） |
| 354  | 沃本快线 - 沃本广场 - 93號州際公路 - 波士顿             | 链接 （页面存档备份，存于） |

## 411-465
这些线路在林恩市及北岸地区运行。部分线路（通常有“W”后缀）工作日会开往干草市场站，周末仅开往梦幻之地站。

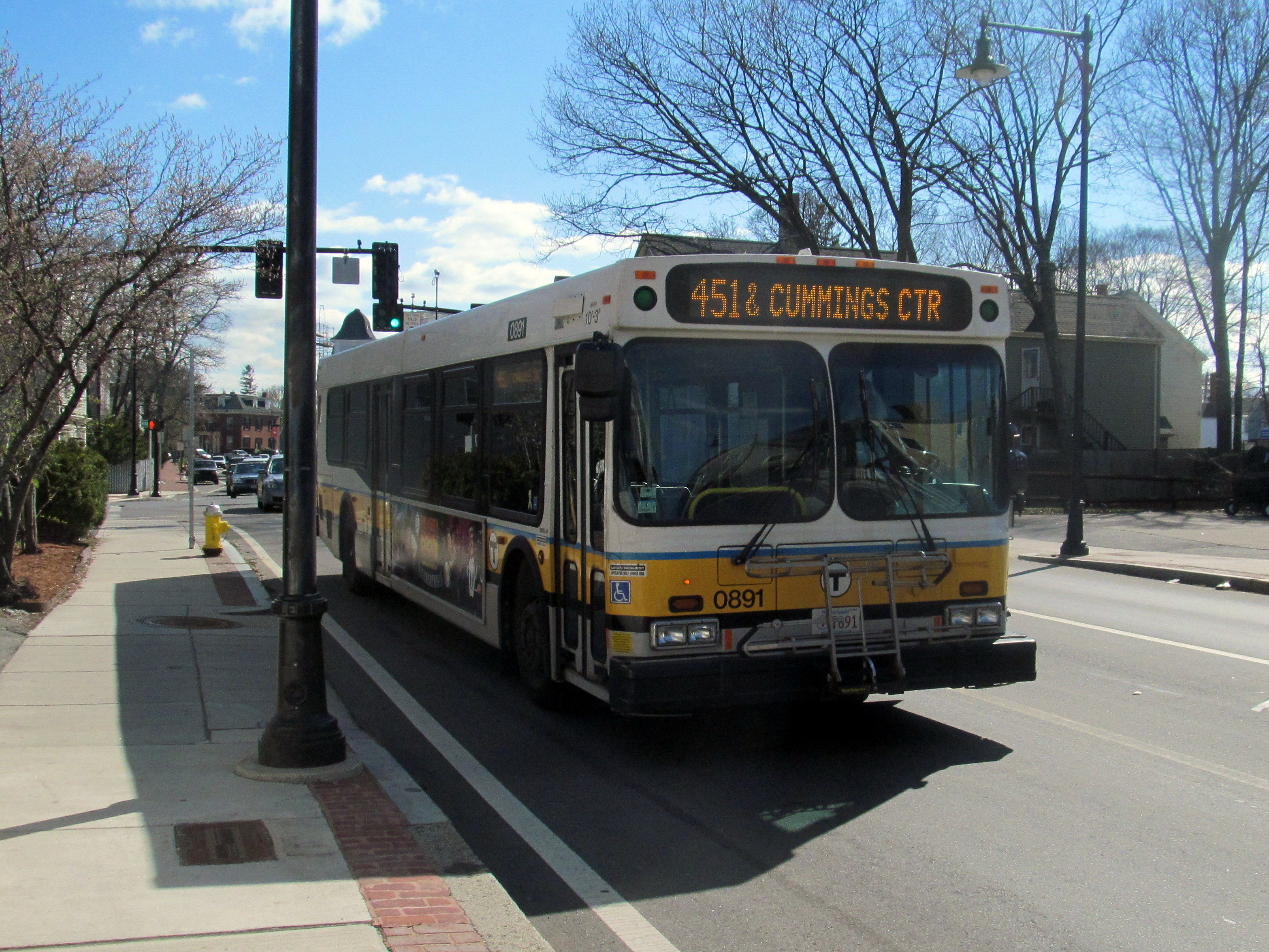
塞勒姆市的451路公交

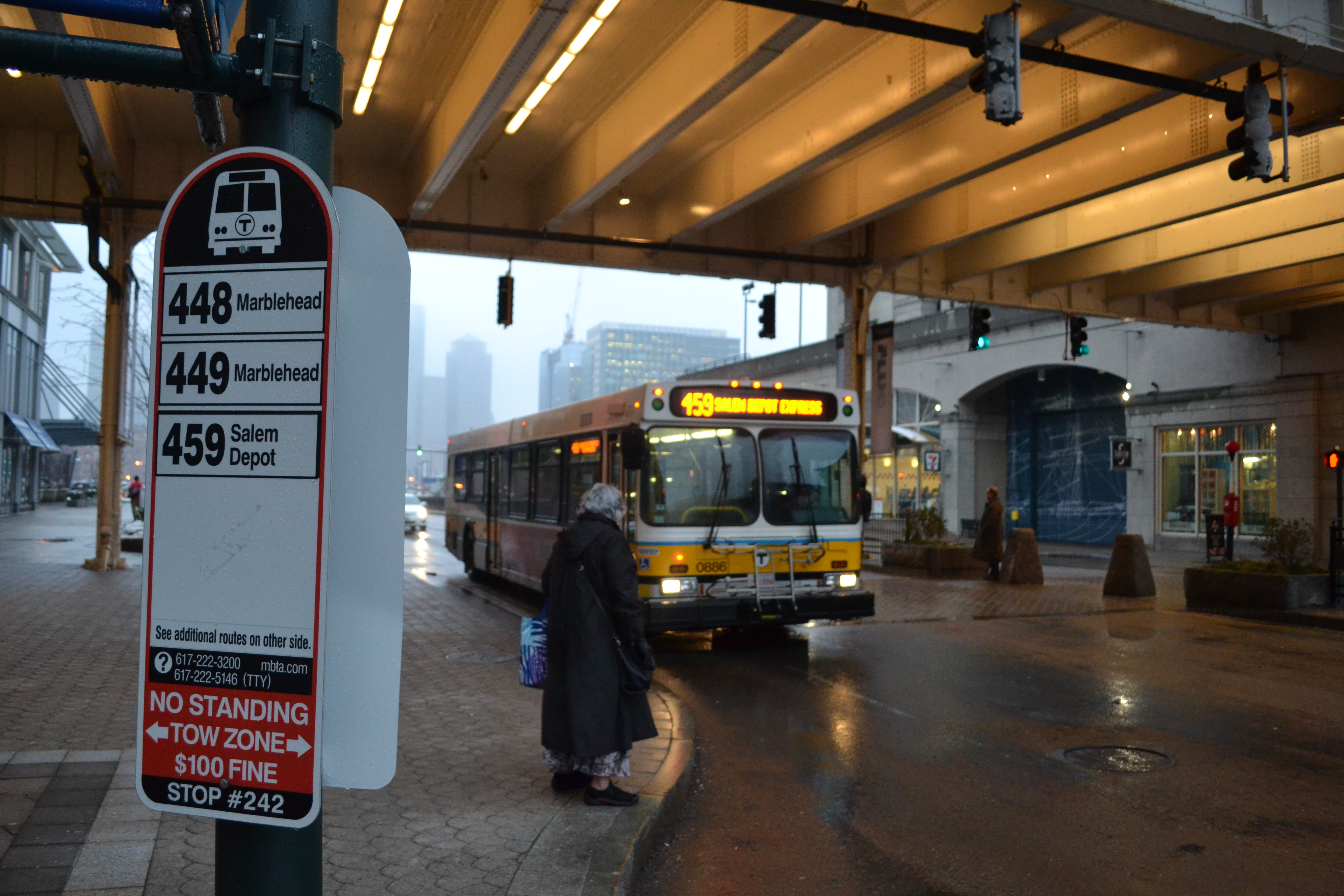
海港大道世贸中心的459路公交

| 线路 | 描述                                                                           | 官网链接                    |
| ---- | ------------------------------------------------------------------------------ | --------------------------- |
| 411  | 莫尔登中心站 - 格拉纳达高地 - 北门 - 里维尔/杰克萨特大楼                       | 链接 （页面存档备份，存于） |
| 424  | 东部大道&艾塞克斯街 - 干草市场站                                               | 链接 （页面存档备份，存于） |
| 424W | 东部大道&艾塞克斯街 - 梦幻之地站                                               | 链接 （页面存档备份，存于） |
| 426  | 林恩中央广场 - 克利夫顿代尔广场 - 干草市场站                                   | 链接 （页面存档备份，存于） |
| 426W | 林恩中央广场 - 克利夫顿代尔广场 - 梦幻之地站                                   | 链接 （页面存档备份，存于） |
| 430  | 索格斯中心 - 广场一号商场 - 莫尔登中心站                                       | 链接 （页面存档备份，存于） |
| 441  | 马布尔 - 林恩中央广场 - 天堂路 - 林恩路 - 梦幻之地站                           | 链接 （页面存档备份，存于） |
| 442  | 马布尔 - 林恩中央广场 - 汉弗雷路 - 林恩路 - 梦幻之地站                         | 链接 （页面存档备份，存于） |
| 448  | 马布尔黑德 - 天堂路 - 林恩路 - 爱德华·劳伦斯·洛根将军国际机场 - 市中心十字站   | 链接 （页面存档备份，存于） |
| 449  | 马布尔黑德 - 汉弗莱街 - 林恩路 - 爱德华·劳伦斯·洛根将军国际机场 - 市中心十字站 | 链接 （页面存档备份，存于） |
| 450  | 塞勒姆站 - 干草市场站                                                          | 链接 （页面存档备份，存于） |
| 450W | 塞勒姆站 - 梦幻之地站                                                          | 链接 （页面存档备份，存于） |
| 455  | 塞勒姆站 - 林恩中央广场 - 梦幻之地站                                           | 链接 （页面存档备份，存于） |
| 459  | 塞勒姆 - 林恩中央广场 - 爱德华·劳伦斯·洛根将军国际机场 - 市中心十字站          | 链接 （页面存档备份，存于） |

## 501-558
这些公交为往返于牛顿市和波士顿市中心的快捷公交，沿马萨诸塞州收费公路I-90行驶。500系公交于20世纪60年代开通。

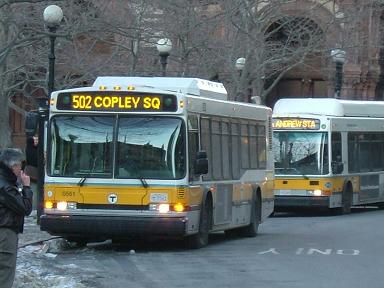
科普利广场上的502路公交

| 线路 | 描述                                                                  | 官网链接                    |
| ---- | --------------------------------------------------------------------- | --------------------------- |
| 501  | 布莱顿中心 - 马萨诸塞州收费高速 - 市中心十字站                        | 链接 （页面存档备份，存于） |
| 502  | 水城车辆厂站 - 牛顿角站 - 马萨诸塞州收费公路 - 科普利站               | 链接 （页面存档备份，存于） |
| 503  | 布莱顿中心 - 橡树广场站 - 马萨诸塞州收费公路 - 科普利站               | 链接 （页面存档备份，存于） |
| 504  | 水城车辆厂或牛顿角站 - 马萨诸塞州收费高速 - 市中心十字站              | 链接 （页面存档备份，存于） |
| 505  | 沃尔瑟姆中央广场 - 穆迪街 - 市中心十字站                              | 链接 （页面存档备份，存于） |
| 553  | 罗伯茨 - 牛顿角站 - 牛顿镇站 - 沃尔瑟姆 - 中央广场站 - 市中心十字站   | 链接 （页面存档备份，存于） |
| 554  | 韦弗利广场 - 牛顿角站 - 沃尔瑟姆 - 中央广场站 - 市中心十字站          | 链接 （页面存档备份，存于） |
| 556  | 沃尔瑟姆高地–牛顿角站–牛顿镇站 - 沃尔瑟姆 - 中央广场站 - 市中心十字站 | 链接 （页面存档备份，存于） |
| 558  | 河滨站– 牛顿角站 - 马萨诸塞州收费高速 - 市中心十字站                  | 链接 （页面存档备份，存于） |

## 私营线路

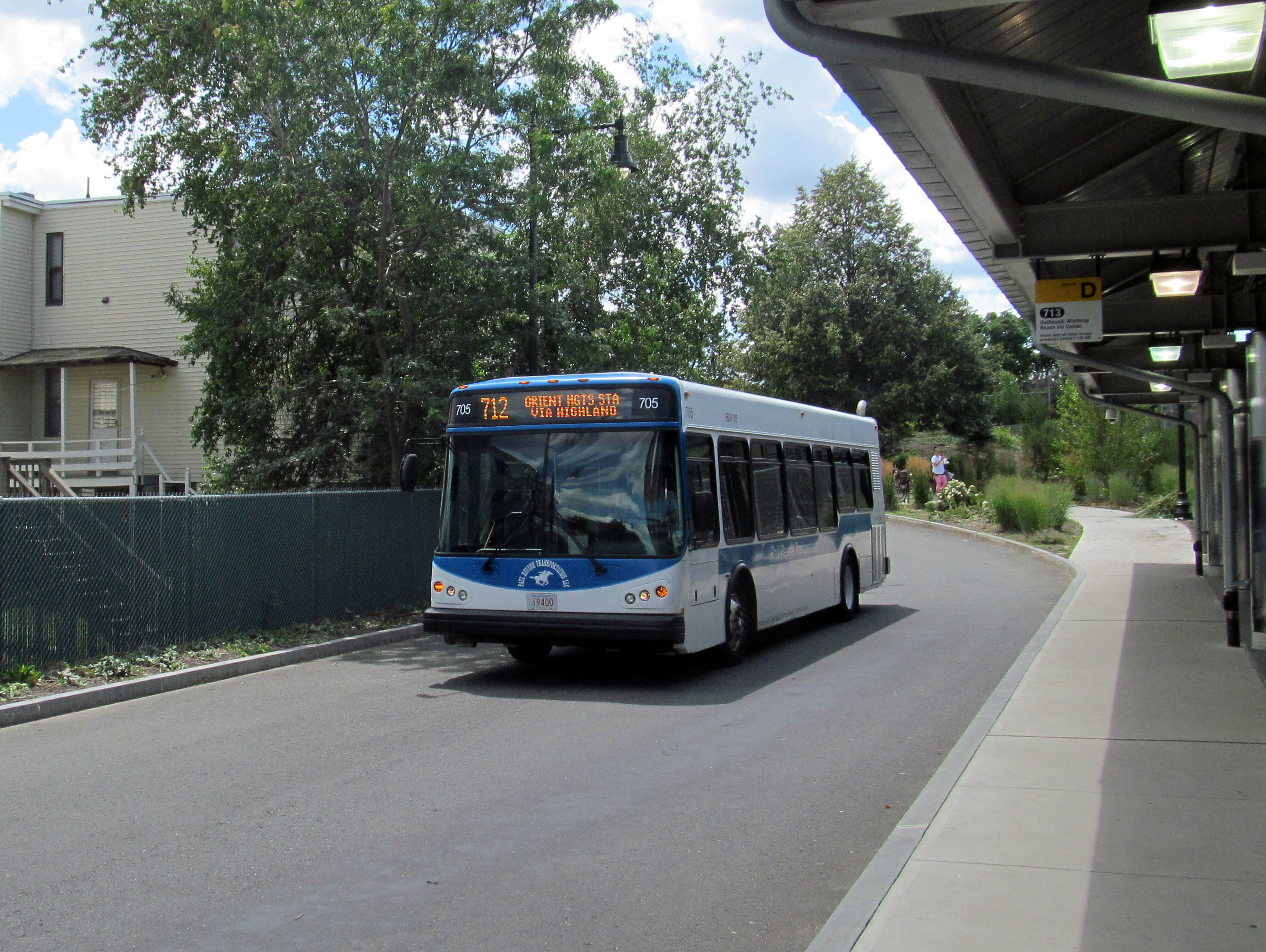
2015年保罗里维尔交通巴士运营的712路停靠在东方高地站

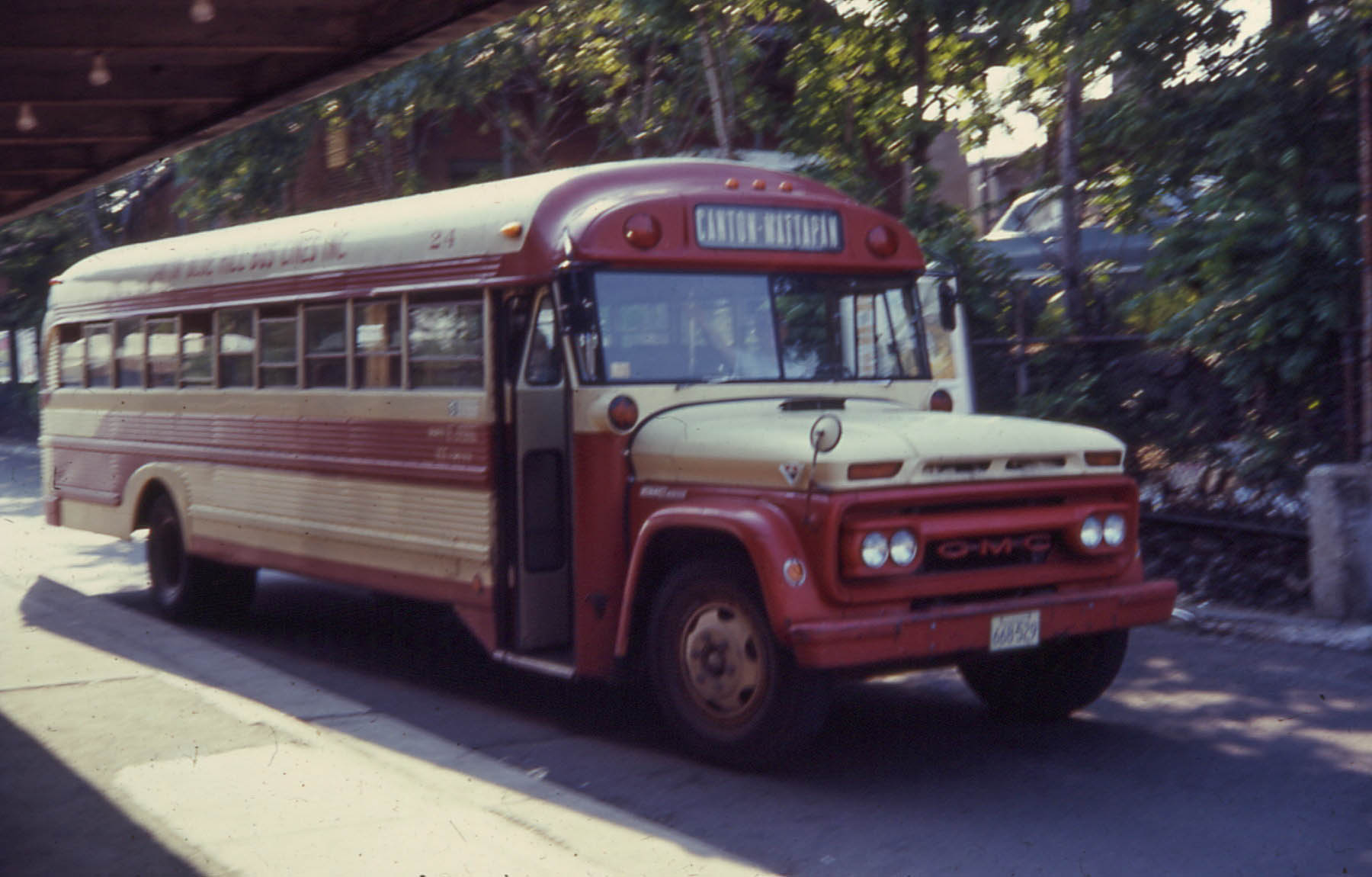
1967年蓝山公交运行的巴士

马萨诸塞湾交通局为通常服务区域以外的一些郊区路线提供补贴，使其与波士顿公交、地铁或者通勤铁路换乘。
| 线路 | 描述                               | 官网链接                    |
| ---- | ---------------------------------- | --------------------------- |
| 712  | 雪莉点 - 里维尔街 - 东部高地站     | 链接 （页面存档备份，存于） |
| 713  | 雪莉点 - 温思罗普中心 - 东部高地站 | 链接 （页面存档备份，存于） |